# Реус
Реус (кат. Reus, літературною каталанською читається [rέws]) — місто в Автономній області Каталонія в Іспанії. Розташовується в районі (кумарці) Баш-Камп провінції Таррагона, згідно з новою адміністративною реформою перебуватиме у складі баґарії Камп да Таррагона.

## Населення
Населення міста (у 2018 р.) становить 103 477 осіб (з них менше 14 років — 16,1 %, від 15 до 64 — 69,6 %, понад 65 років — 14,3 %). У 2006 р. народжуваність склала 1.408 осіб, смертність — 801 особа, зареєстровано 470 шлюбів. У 2001 р. активне населення становило 42.852 особи, з них безробітних — 4.694 особи.
Серед осіб, які проживали на території міста у 2001 р., 60.328 народилися в Каталонії (з них 44.953 особи у тому самому районі, або кумарці), 24.431 особа приїхала з інших областей Іспанії, а 4.247 осіб приїхало з-за кордону. 
Вищу освіту має 10,3 % усього населення. 
У 2001 р. нараховувалося 31.244 домогосподарства (з них 19,5 % складалися з однієї особи, 26,6 % з двох осіб,22 % з 3 осіб, 22 % з 4 осіб, 7 % з 5 осіб, 1,9 % з 6 осіб, 0,6 % з 7 осіб, 0,2 % з 8 осіб і 0,2 % з 9 і більше осіб).
Активне населення міста у 2001 р. працювало у таких сферах діяльності: у сільському господарстві — 2,2 %, у промисловості — 19,5 %, на будівництві — 14,4 % і у сфері обслуговування — 63,9 %. 
У муніципалітеті або у власному районі (кумарці) працює 32.975 осіб, поза районом — 14.069 осіб.

### Доходи населення
У 2002 р. доходи населення розподілялися таким чином:
| \| Доходи населення за статтями доходів \| Доходи населення за статтями доходів \| Доходи населення за статтями доходів \| \| Рік \| 2002 р. \| 2001 р. \| \| ------------------------------------ \| ------------------------------------ \| ------------------------------------ \| \| Заробітна платня \| 61,8 % \| 63,1 % \| \| Доходи від ведення бізнесу \| 23,5 % \| 23,4 % \| \| Соціальна допомога \| 14,7 % \| 13,5 % \| |         |         |
| Доходи населення за статтями доходів |         |         |
| Рік | 2002 р. | 2001 р. |
| Заробітна платня | 61,8 %  | 63,1 %  |
| Доходи від ведення бізнесу | 23,5 %  | 23,4 %  |
| Соціальна допомога | 14,7 %  | 13,5 %  |

### Безробіття
У 2007 р. нараховувалося 3.845 безробітних (у 2006 р. — 3.979 безробітних), з них чоловіки становили 42,7 %, а жінки — 57,3 %.

## Економіка
У 1996 р. валовий внутрішній продукт розподілявся по сферах діяльності таким чином:
| \| Валовий внутрішній продукт \| Валовий внутрішній продукт \| Валовий внутрішній продукт \| \| Рік \| 1996 р. \| 1991 р. \| \| -------------------------- \| -------------------------- \| -------------------------- \| \| Сільське господарство \| 1,7 % \| 0 % \| \| Промисловість \| 19,6 % \| 0 % \| \| Будівництво \| 10,5 % \| 0 % \| \| Послуги \| 68,1 % \| 0 % \| |         |         |
| Валовий внутрішній продукт |         |         |
| Рік | 1996 р. | 1991 р. |
| Сільське господарство | 1,7 %   | 0 %     |
| Промисловість | 19,6 %  | 0 %     |
| Будівництво | 10,5 %  | 0 %     |
| Послуги | 68,1 %  | 0 %     |

### Підприємства міста

#### Промислові підприємства
| \| Промислові підприємства міста, за сферою діяльності \| Промислові підприємства міста, за сферою діяльності \| Промислові підприємства міста, за сферою діяльності \| \| Рік \| 2002 р. \| 2001 р. \| \| --------------------------------------------------- \| --------------------------------------------------- \| --------------------------------------------------- \| \| Енергетичні та водні ресурси \| 1,1 % \| 1,3 % \| \| Хімія та метали \| 4,4 % \| 4,7 % \| \| Переробка металів \| 37,9 % \| 36,1 % \| \| Продукти харчування \| 13,3 % \| 12,9 % \| \| Текстиль \| 12,8 % \| 13,1 % \| \| Виробництво меблів, видання \| 27,3 % \| 28,4 % \| \| Інше \| 3,3 % \| 3,6 % \| \| Усього підприємств \| 549 \| 559 \| |         |         |
| Промислові підприємства міста, за сферою діяльності |         |         |
| Рік | 2002 р. | 2001 р. |
| Енергетичні та водні ресурси | 1,1 %   | 1,3 %   |
| Хімія та метали | 4,4 %   | 4,7 %   |
| Переробка металів | 37,9 %  | 36,1 %  |
| Продукти харчування | 13,3 %  | 12,9 %  |
| Текстиль | 12,8 %  | 13,1 %  |
| Виробництво меблів, видання | 27,3 %  | 28,4 %  |
| Інше | 3,3 %   | 3,6 %   |
| Усього підприємств | 549     | 559     |

#### Роздрібна торгівля
| \| Підприємства роздрібної торгівлі міста, за сферою діяльності \| Підприємства роздрібної торгівлі міста, за сферою діяльності \| Підприємства роздрібної торгівлі міста, за сферою діяльності \| \| Рік \| 2002 р. \| 2001 р. \| \| ------------------------------------------------------------ \| ------------------------------------------------------------ \| ------------------------------------------------------------ \| \| Продукти харчування \| 27,3 % \| 29,1 % \| \| Одяг та взуття \| 24,5 % \| 23,9 % \| \| Товари для дому \| 16,3 % \| 15,1 % \| \| Книги та періодичні видання \| 2,9 % \| 3,6 % \| \| Промислова хімічна продукція \| 7,7 % \| 7,6 % \| \| Продукція, пов'язана з транспортними засобами \| 3,1 % \| 2,9 % \| \| Інше \| 18,2 % \| 17,9 % \| \| Усього підприємств \| 1.732 \| 1.800 \| |         |         |
| Підприємства роздрібної торгівлі міста, за сферою діяльності |         |         |
| Рік | 2002 р. | 2001 р. |
| Продукти харчування | 27,3 %  | 29,1 %  |
| Одяг та взуття | 24,5 %  | 23,9 %  |
| Товари для дому | 16,3 %  | 15,1 %  |
| Книги та періодичні видання | 2,9 %   | 3,6 %   |
| Промислова хімічна продукція | 7,7 %   | 7,6 %   |
| Продукція, пов'язана з транспортними засобами | 3,1 %   | 2,9 %   |
| Інше | 18,2 %  | 17,9 %  |
| Усього підприємств | 1.732   | 1.800   |

#### Сфера послуг
| \| Підприємства міста, що працюють у сфері послуг, за діяльністю \| Підприємства міста, що працюють у сфері послуг, за діяльністю \| Підприємства міста, що працюють у сфері послуг, за діяльністю \| \| Рік \| 2002 р. \| 2001 р. \| \| ------------------------------------------------------------- \| ------------------------------------------------------------- \| ------------------------------------------------------------- \| \| Гуртова торгівля \| 14,6 % \| 15,1 % \| \| Готелі та готельний бізнес \| 16,6 % \| 16,9 % \| \| Транспорт та зв'язок \| 17,3 % \| 17,3 % \| \| Посередницькі фінансові послуги \| 4,5 % \| 4,8 % \| \| Послуги підприємствам \| 8,6 % \| 7,8 % \| \| Послуги фізичним особам \| 30,3 % \| 30,8 % \| \| Нерухомість та ін. \| 8 % \| 7,4 % \| \| Усього підприємств \| 3.089 \| 3.012 \| |         |         |
| Підприємства міста, що працюють у сфері послуг, за діяльністю |         |         |
| Рік | 2002 р. | 2001 р. |
| Гуртова торгівля | 14,6 %  | 15,1 %  |
| Готелі та готельний бізнес | 16,6 %  | 16,9 %  |
| Транспорт та зв'язок | 17,3 %  | 17,3 %  |
| Посередницькі фінансові послуги | 4,5 %   | 4,8 %   |
| Послуги підприємствам | 8,6 %   | 7,8 %   |
| Послуги фізичним особам | 30,3 %  | 30,8 %  |
| Нерухомість та ін. | 8 %     | 7,4 %   |
| Усього підприємств | 3.089   | 3.012   |

## Житловий фонд
У 2001 р. 4,2 % усіх родин (домогосподарств) мали житло метражем до 59 м2, 39,7 % — від 60 до 89 м2, 42,9 % — від 90 до 119 м2 і
13,3 % — понад 120 м2.
З усіх будівель у 2001 р. 26,9 % було одноповерховими, 30,1 % — двоповерховими, 15,6 % — триповерховими, 8,7 % — чотириповерховими, 6,3 % — п'ятиповерховими, 6,4 % — шестиповерховими,
2 % — семиповерховими, 3,9 % — з вісьмома та більше поверхами.

## Автопарк
| \| Автомобілі, зареєстровані у місті, за призначенням \| Автомобілі, зареєстровані у місті, за призначенням \| Автомобілі, зареєстровані у місті, за призначенням \| \| Рік \| 2006 р. \| 2005 р. \| \| -------------------------------------------------- \| -------------------------------------------------- \| -------------------------------------------------- \| \| Приватні автомобілі \| 69,9 % \| 70,5 % \| \| Мотоцикли \| 9,6 % \| 9,4 % \| \| Вантажівки \| 17 % \| 16,8 % \| \| Трактори \| 0,7 % \| 0,7 % \| \| Автобуси та ін. \| 2,7 % \| 2,5 % \| \| Усього автомобілів \| 69.695 шт. \| 65.902 шт. \| |            |            |
| Автомобілі, зареєстровані у місті, за призначенням |            |            |
| Рік | 2006 р.    | 2005 р.    |
| Приватні автомобілі | 69,9 %     | 70,5 %     |
| Мотоцикли | 9,6 %      | 9,4 %      |
| Вантажівки | 17 %       | 16,8 %     |
| Трактори | 0,7 %      | 0,7 %      |
| Автобуси та ін. | 2,7 %      | 2,5 %      |
| Усього автомобілів | 69.695 шт. | 65.902 шт. |

## Вживання каталанської мови
У 2001 р. каталанську мову у місті розуміли 95 % усього населення (у 1996 р. — 95,5 %), вміли говорити нею 74,6 % (у 1996 р. — 77,5 %), вміли читати 73,1 % (у 1996 р. — 72,4 %), вміли писати 50,7 % (у 1996 р. — 49,2 %). Не розуміли каталанської мови 5 %.

## Політичні уподобання
У виборах до Парламенту Каталонії у 2006 р. взяло участь 35.695 осіб (у 2003 р. — 40.777 осіб). Голоси за політичні сили розподілилися таким чином:
| \| Вибори до Парламенту Каталонії \| Вибори до Парламенту Каталонії \| Вибори до Парламенту Каталонії \| \| Рік \| 2006 р. \| 2003 р. \| \| -------------------------------------- \| ------------------------------ \| ------------------------------ \| \| Конвергенція та Єднання (CiU) \| 32,6 % \| 32 % \| \| Соціалістична партія Каталонії (PSC) \| 25,4 % \| 31,1 % \| \| Народна партія (PP) \| 12,8 % \| 12,7 % \| \| Ініціатива за Каталонію — Зелені (ICV) \| 7,1 % \| 5,8 % \| \| Республіканська лівиця Каталонії (ERC) \| 16,4 % \| 17 % \| \| Громадяни — Громадянська партія (C's) \| 2,9 % \| 0 % \| \| Інші \| 2,7 % \| 1,4 % \| |         |         |
| Вибори до Парламенту Каталонії |         |         |
| Рік | 2006 р. | 2003 р. |
| Конвергенція та Єднання (CiU) | 32,6 %  | 32 %    |
| Соціалістична партія Каталонії (PSC) | 25,4 %  | 31,1 %  |
| Народна партія (PP) | 12,8 %  | 12,7 %  |
| Ініціатива за Каталонію — Зелені (ICV) | 7,1 %   | 5,8 %   |
| Республіканська лівиця Каталонії (ERC) | 16,4 %  | 17 %    |
| Громадяни — Громадянська партія (C's) | 2,9 %   | 0 %     |
| Інші | 2,7 %   | 1,4 %   |

У муніципальних виборах у 2007 р. взяло участь 35.259 осіб (у 2003 р. — 40.872 особи). Голоси за політичні сили розподілилися таким чином:
| \| Муніципальні вибори \| Муніципальні вибори \| Муніципальні вибори \| \| Рік \| 2007 р. \| 2003 р. \| \| -------------------------------------- \| ------------------- \| ------------------- \| \| Конвергенція та Єднання (CiU) \| 25,8 % \| 22,6 % \| \| Соціалістична партія Каталонії (PSC) \| 34,3 % \| 36,8 % \| \| Народна партія (PP) \| 13,3 % \| 14,1 % \| \| Ініціатива за Каталонію — Зелені (ICV) \| 7 % \| 8,1 % \| \| Республіканська лівиця Каталонії (ERC) \| 8,1 % \| 12,1 % \| \| Громадяни — Громадянська партія (C's) \| 0 % \| 0 % \| \| Інші \| 11,4 % \| 6,4 % \| |         |         |
| Муніципальні вибори |         |         |
| Рік | 2007 р. | 2003 р. |
| Конвергенція та Єднання (CiU) | 25,8 %  | 22,6 %  |
| Соціалістична партія Каталонії (PSC) | 34,3 %  | 36,8 %  |
| Народна партія (PP) | 13,3 %  | 14,1 %  |
| Ініціатива за Каталонію — Зелені (ICV) | 7 %     | 8,1 %   |
| Республіканська лівиця Каталонії (ERC) | 8,1 %   | 12,1 %  |
| Громадяни — Громадянська партія (C's) | 0 %     | 0 %     |
| Інші | 11,4 %  | 6,4 %   |

## Відомі особистості
У місті народились:
- Жоан Прим (1814—1870) — іспанський військовик, політик.
- Жуан Ребуль (1899—1981) — каталонський скульптор.
- Августина де Арагон — іспанська військова діячка, героїня війни за незалежність під час окупації Іспанії військами Наполеона.